# Syd Field
Syd Field (Hollywood, California, 19 de diciembre de 1935 − Beverly Hills, California, 17 de noviembre de 2013) fue un guionista estadounidense. Publicó varios libros sobre la creación de guiones y condujo talleres y seminarios sobre cómo redactar libretos rentables. Los productores de Hollywood han utilizado sus ideas sobre la estructura para potenciales guiones.
Field también enseñó a escribir guiones en el Programa Maestro de Escritura Profesional de la Universidad del Sur de California. Además, escribió y produjo series televisivas como Men in Crisis, Hollywood and the Stars, National Geographics y Jacque Cousteau Specials entre 1963 y 1965 para David L. Wolper Productions.
Falleció en Beverly Hills el 17 de noviembre de 2013 a los setenta y siete años producto de una anemia hemolítica.

## Paradigmas
Una de las contribuciones más destacadas de Field fue la propuesta de un método útil para el análisis y la creación de estructuras dramáticas en medios audiovisuales. Field sugirió que toda historia puede esquemetizarse mediante paradigmas, proponiendo tres:
- Paradigma de personaje: es una herramienta para analizar o construir personajes dentro de una estructura dramática y se encuentra integrado por dos partes: vida interior y vida exterior (del personaje principal).
- Paradigma del asunto: su función es ayudar a responder con exactitud al primer cuestionamiento que surge a la hora de analizar o escribir un guion dramático: ¿De qué se trata la historia?
- Paradigma de estructura dramática: su objetivo es estructurar la historia completa, desde la primera hasta la última escena, y se divide en tres partes: establecimiento de la acción, confrontación y resolución.

## Libros
- Screenplay (1979).
- The Screenwriter's Workbook (1984).
- Selling a Screenplay: The Screenwriter's Guide to Hollywood (1989).
- Four Screenplays: Studies in the American Screenplay (1994).
- The Screenwriter's Problem Solver: How To Recognize, Identify, and Define Screenwriting Problems (1998).
- Going to the Movies: A Personal Journey Through Four Decades of Modern Film (2001).
- The Definitive Guide to Screenwriting (2003).
- El libro del guión: Fundamentos de la escritura de guiones. Plot Ediciones, 219 páginas. ISBN: 978-84-86702-27.
- El manual del guionista: Ejercicios e instrucciones para escribir un buen guión paso a paso. Plot Ediciones, 296 páginas. ISBN: 978-84-86702-28-1.
- Prácticas con 4 guiones: Análisis de cuatro innovadores clásicos contemporáneos y entrevistas a fondo con los guionistas. Plot Ediciones, 320 páginas. ISBN: 978-84-86702-34-2.
- Cómo mejorar un guión: Guía práctica para identificar y solucionar problemas de guión. Plot Ediciones, 296 páginas. ISBN: 978-84-86702-51-9.
- Ir al cine: Un recorrido personal a través de las últimas cuatro décadas del cine. Plot Ediciones, 320 páginas. ISBN: 978-84-86702-71-7.